# Igor Chmela
Igor Chmela (ur. 2 stycznia 1971 w Ostrawie) – czeski aktor teatralny i filmowy. 

## Życiorys
Ukończył studia na Wydziale Teatralnym Akademii Sztuk Scenicznych w Pradze. Od 1.9.1996 do 31.7.1999 członek Teatru Narodowego. Od 2007 roku jest członkiem rady artystycznej teatru „Na zábradlí”.  Na ekranie zadebiutował w 2005 roku w komedii Jeszcze żyję z wieszakiem, lizakiem i czapką. Poza aktorstwem zajmuje się fotografią.

## Wybrana filmografia
- 2005: Jeszcze żyję z wieszakiem, lizakiem i czapką
- 2006: Reguły kłamstwa
- 2007: Sekrety
- 2008: Bracia Karamazow
- 2008: Dzieci nocy
- 2012: Cztery słońca

## Role teatralne

### Divadlo Na zábradlí 2002–2013
- B. Brecht / K. Weill, D. Lane – Happy End (Bill Cracker, rež. J. Ornest, 2002)
- Thomas Bernhard – Náměstí Hrdinů (Pan Landauer, rež. J. Nvota, 2003)
- David Gieselmann – Pan Kolpert (Bastian Moll, rež. J. Pokorný, 2003)
- David Greig – Kosmonautův poslední vzkaz ženě, kterou kdysi, v bývalém Sovětském svazu, miloval (Keith, rež. J. Nvota, 2003)
- István Tasnádi – Veřejný nepřítel (Kolhaas, rež. Jak. Krofta, 2004)
- Gabriela Preissová – Gazdina roba (Black, rež. J. Pokorný, 2004)
- Fritz Kater – včas milovat, včas umírat (Milan, rež. J. Pokorný, 2004)
- David Eldridge – Pod modrým nebem (Graham, rež. M. Dočekal, 2005)
- David Radok, Josef Kroutvor – Popis jednoho zápasu (K., rež. D. Radok, 2005)
- Marek Horoščák, Jiří Pokorný – W. zjistil, že válka je v něm (W., rež. J. Pokorný, 2005)
- A. P. Čechov – Platonov je darebák! (Michail Vasilijevič Platonov, rež. J. Pokorný, 2005) - 20.6.2014 DERNIÉRA (111 repríz)
- Miloš Urban – Nože a růže (Igor, rež. D. Czesany, 2005)
- Alice Nellis – Záplavy (Petr, rež. A. Nellis, 2006)
- W.Shakespeare – Troilus a Kressida (Odysseus, rež. J. Pokorný, 2006)
- Milan Uhde – Zázrak v černém domě (Dušan, rež. J. Nvota, 2007)
- Friedrich Dürrenmatt – Komplic (Doc, rež. D. Czesany, 2008)
- Per Olov Enquist – Blanche a Marie (Sigmund Freud, rež. J. Nebeský, 2009)
- Roland Schimmelpfennig – Ambrózie (Hering, rež. D. Czesany, 2010)
- Ezra Pound – Cantos (Ben, rež. M. Bambušek, 2012)

### Dejvické divadlo 1999–2001
- G. G. Márquez – Neuvěřitelný a tklivý příběh o bezelstné Eréndiře a její ukrutné babičce (Ulysseus, rež. M. Krobot 1999)
- F.M.Dostojevskij – Bratři Karamazovi (Ivan, rež. L. Hlavica, 2000)
- I. A. Gončarov – Oblomov (Zachar, rež. M. Krobot, 2000)
- W.Shakespeare – Večer tříkrálový (Malvolio, rež. M. Krobot, 2001)

### Národní divadlo 1996–1999
- Alois Mrštík – Rok na vsi (Janek, rež. M. Krobot, 1995)
- J. M. Synge – Hrdina západu (Christy Mahon, rež. J. Kačer, 1996)
- E. O´Neil – Cesta dlouhého dne do noci (Edmund, rež. I. Rajmont, 1998)
- W. Shakespeare – Sen noci svatojánské (Lysandr, rež. J. Kačer, 1999)